# 红旗党 (印度)
红旗党（Lal Nishan Party）是印度马哈拉施特拉邦的一个已不存在的共产主义政党。该党成立于1965年，分裂自印度共产党。该党主要致力于工会活动。该党领导名为“全体劳工联盟”的工会。该党出版刊物《新时代》。该党是印度共产主义者和民主社会主义者联盟的成员。2017年8月，该党重新并入印度共产党。